# Столкновение над Финиксом
Столкновение над Финиксом — авиационная катастрофа, произошедшая 27 июля 2007 года над Финиксом (Аризона, США), когда два вертолёта AS-350 AStar телевизионных станций KNXV-TV и KTVK столкнулись в воздухе во время освещения полицейской погони. На борту двух вертолётов находилось в общей сложности четыре человека — пилот Крейг Смит и фотограф Рик Кролак из KNXV, а также пилот Скотт Боуэрбэнк и фотограф Джим Кокс из KTVK — все они погибли, о жертвах на земле не сообщалось. 

## Катастрофа
Разбившиеся вертолёты принадлежали двум новостным телеканалам, KNXV-TV — филиалу ABC, вещающему в Финиксе и его окрестностях, а также  KTVK — независимой новостной телекомпании. В момент столкновения оба вертолёта транслировали полицейскую погоню в прямом эфире. Оба воздушных судна упали в парке Стил-Индиан-Скул в центре Финикса.
Во время крушении поблизости находилось три других новостных вертолёта, принадлежащих остальным телекомпаниям города (KSAZ, KPNX и KPHO) и через несколько секунд начали сообщать о крушении. Через несколько секунд после столкновения фотографом Associated Press была сделана фотография падающих вертолётов.

## Расследование
Расследование столкновения проводилось Национальным советом по безопасности на транспорте (NTSB), который пришёл к выводу, что «... вероятной причиной этого происшествия стала неспособность обоих пилотов заметить и избежать столкновения с другим вертолётом. Этому происшествию способствовала обязанность пилотов выполнять обязанности по предоставлению отчетов и визуальному слежению для поддержки работы своей станции по электронному сбору новостей (ENG). Причиной происшествия стало отсутствие чётких инструкций, которым должны следовать пилоты телекомпаний в районе Финикса во время новостных трансляций».
В день происшествия начальник полиции Финикса Джек Харрис поднял вопрос о том, что подозреваемый в преследовании, которое освещали два вертолёта, может «нести ответственность за любую из смертей в этой трагедии». Однако в 2010 году, когда подозреваемый признал себя виновным в 35 преступлениях, связанных с полицейской погоней 2007 года, ему не были предъявлены обвинения в гибели пассажиров вертолёта.
Через два года после аварии семьи пилота Скотта Боуэрбэнка и фотографа Джима Кокса объявили, что они достигли соглашения на нераскрытую сумму с компанией «US Helicopters», которой принадлежал вертолёт Channel 15. Обе юридические группы опубликовали видео, реконструирующее детали аварии. Сгенерированные компьютером кадры имитируют удар вертолёта Channel 3 (KTVK) сзади вертолётом Channel 15 (KNXV).

## Последствия
Во время аварии полицейский инцидент освещали пять новостных вертолётов, и к тому моменту уже использовались специальные протоколы «Sharp Echo», предназначенные для радиосвязи между новостными вертолётами и диспетчерской вышкой.
В настоящее время пять англоязычных коммерческих телевизионных станций в Финиксе совместно используют один вертолёт в рамках соглашения об объединении, которое подписали KTVK, KPHO, KNXV, KSAZ и KPNX. Ни в одной из операций пилоты не выполняют обязанности по подготовке репортажей. Кроме того, технологические усовершенствования, такие как дальнобойные объективы камер, позволяют вертолётам оставаться дальше от новостных сюжетов.